# Rodolfo Amoedo
Rodolfo Amoedo (Salvador, 11 de dezembro de 1857 — Rio de Janeiro, 31 de maio de 1941) foi um pintor, desenhista, professor e decorador brasileiro. Era professor na Escola Nacional de Belas Artes do Rio de Janeiro e foi considerado um ótimo conhecedor das técnicas artísticas. Ao começar a lecionar, sempre dava grande importância ao método de aprendizado no momento que ensinava seus alunos. Acreditava que o mais significativo não era criar especialistas e sua maior pretensão era que todos aqueles que passassem por suas mãos se tornassem grandes entendedores de arte.
Tinha uma personalidade forte, a ponto de se envolver em diversas brigas. Visto por muitos críticos como um dos pintores que inovou o conceito do que era pintura durante o fim do Brasil Imperial, foi denominado com o atualizador das obras acadêmicas do final do século XIX e começo do século XX. Ao morrer, suas pinturas foram doadas para o Museu Nacional de Belas Artes (MNBA), no Rio de Janeiro.

## Bibliografia

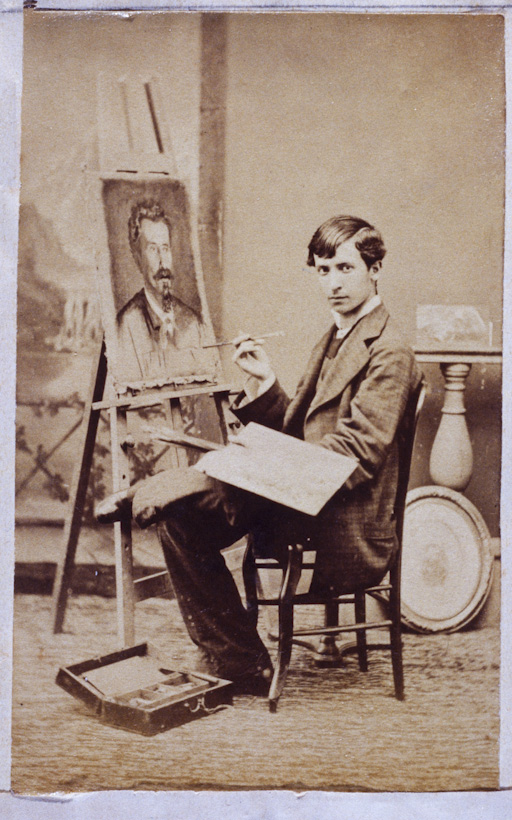
Rodolpho Amoedo em foto de agosto de 1879

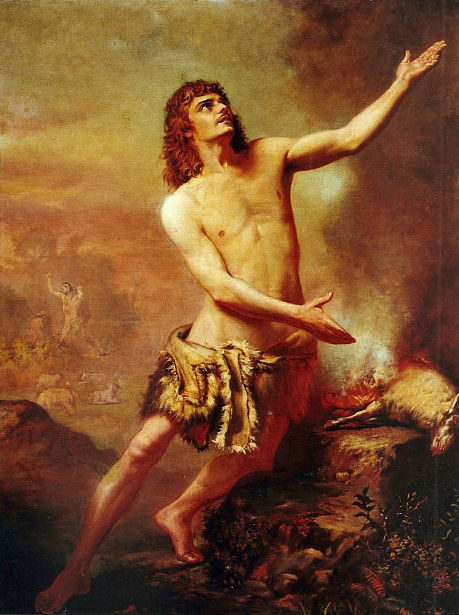
O Sacrifício de Abel (1878)

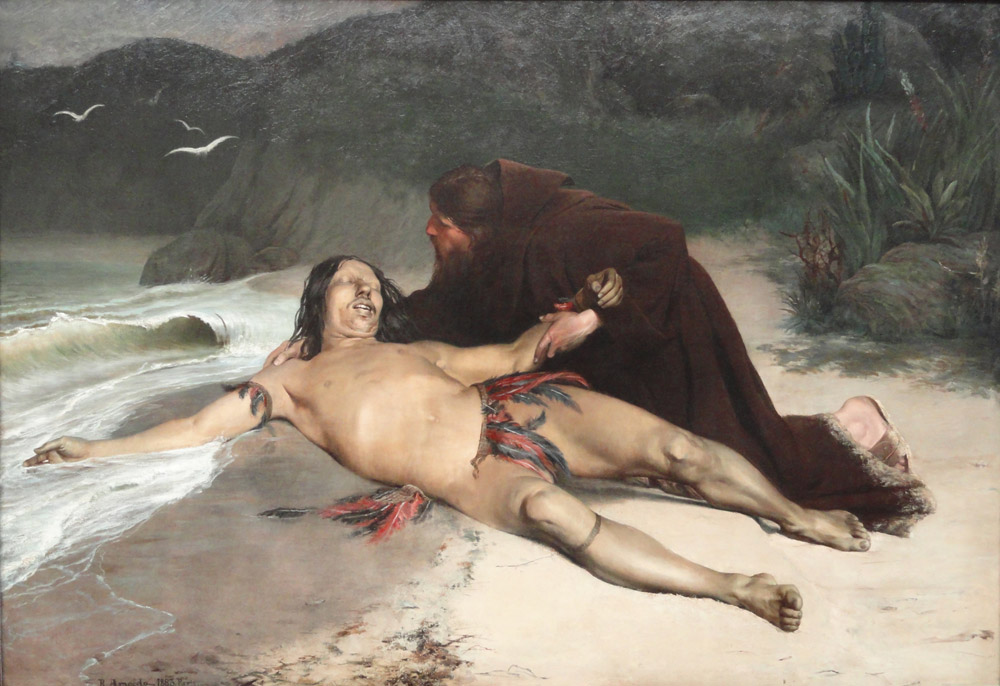
O Último Tamoio (1883), uma das obras mais notórias de Amoedo. Óleo sobre tela, 180,3 x 260 cm. Assinado R. Amoedo 1883 Paris. Está em exibição e pertence ao acervo do Museu Nacional de Belas Artes, Rio de Janeiro.

### Estudos em Paris
Em 1879 mudou-se para Paris. Foi para a cidade luz com a intenção de trabalhar e estudar. Inicialmente, cursa a Academia Julian. A escola exigia exames de anatomia e perspectiva, história geral e desenho ornamental para que o candidato fosse aceito e fizesse parte do grupo de alunos. Mas só em maio de 1880, após submeter-se duas vezes ao exame de admissão, Rodolfo consegue matricular-se na École des Beaux-Arts. É orientado por Alexandre Cabanel, Paul Baudry e Puvis de Chavannes, renomados pintores acadêmicos do Segundo Império. Com estes orientadores, Rodolfo aprendeu a pintar, tendo como base um desenho meticuloso, aprendeu também a usar cores discretas e a criar uma arte mais objetiva. Características que ficaram presentes em suas obras durante muito tempo. Durante o período que ficou cursando a Academia de Julian, pintou temas tradicionais e buscava se livrar um pouco dos seus traços idealistas. Rodolfo também teve a oportunidade de ser um dos alunos de Jules Joseph Lefebvre, um importante pintor acadêmico francês que influenciou uma grande parcela dos artistas que estavam na Academia Julian.
As regras da Academia eram rígidas e Rodolfo Amoedo, ciente deste fato, seguiu os primeiros anos na escola sem fazer nada de errado. No ano de 1882, o pintor começou a elaborar uma obra para que pudesse expor no Salon, que era a grande vitrine artística da época. Participou do Salon de Paris em 1882, 1883 e 1884, passando a desenvolver seus grandes temas em torno da mitologia (A narração de Filectas), dos retratos (Amuada), dos temas bíblicos (Jesus em Cafarnaum, A partida de Jacob) e da literatura brasileira, na qual se destacou pela produção de grandes telas voltadas para o indianismo (O Último Tamoio, Marabá).[2]
Outro estilo de obra de Rodolfo Amoedo que mexeram com o imaginário de muitas pessoas durante o Segundo Império brasileiro, seriam os nus que o artista fazia. Ele tratava de representar o corpo como um modelo em um quadro hipotético. Que quase sempre eram localizadas em um ambiente tropical, o que nos dá a ideia de estar representando o período colonial brasileiro. Esses nus brasileiros representam o mito do herói e do anti-herói da literatura indianista. Podemos destacar entre as obras de Amoedo, que se encaixam nesta descrição, a obra “O estudo de mulher (Mulher com Ventarola)” (1884) e o “Marabá” (1883), este que representa um nu muito mais realístico e possui um recorte muito mais focado no corpo. O ambiente que é representado em torno do corpo da índia, possui poucos elementos narrativos. É uma obra em que o pintor representa sua ideia de uma maneira mais dramática. O “Marabá”, quando foi exposto em Paris, recebeu louvações e elogios de Alexandre Cabanel, professor prestigiado de Amoedo na École des Beaux Arts. Em 1883, Benedicto de Souza, um correspondente da Gazeta de Notícias do Rio de Janeiro publicou suas impressões a respeito do estilo artístico do pintor: “Eu admiro no Sr. Amoedo esta bela qualidade de querer pintar as cousas de seus país. Quando tiver completa sua educação artística, e quando voltar para o Brasil e estiver em contato imediato com a natureza que ele conhece e que ele também sente e compreende, o Sr. Amoedo há de produzir quadros excelentes. É um artista de futuro.".

### Volta ao Brasil
Sua volta ao Rio de Janeiro em 1887, foi anunciada até nos jornais regionais. Em 1888 é nomeado professor honorário da Academia Imperial de Belas Artes(Aiba). Mas quando Rodolfo volta ao Brasil, traz consigo algumas concepções diferentes de aprendizado, por conta do modo diferente de lecionar dos franceses. Deste modo, cria a pretensão de mudar tanto as concepções estéticas quanto as pedagógicas da Aiba. Suas obras já não eram mais as mesmas do período em que cursava a Academia, agora, possuíam um tom triunfante, com um tratamento bem mais discreto e que tomavam distancia de temas mitificados. Então, no mesmo ano, junto a Antônio Souza Lobo, Zeferino Costa e aos irmãos Henrique Bernadelli e Rodolfo Bernadelli, funda o Ateliê Livre. Um espaço que funcionava como um paralelo ao ensino e ao trabalho da Academia, com a intenção de modernizar a grade curricular dos alunos e ter como modelo a Académie Julian.

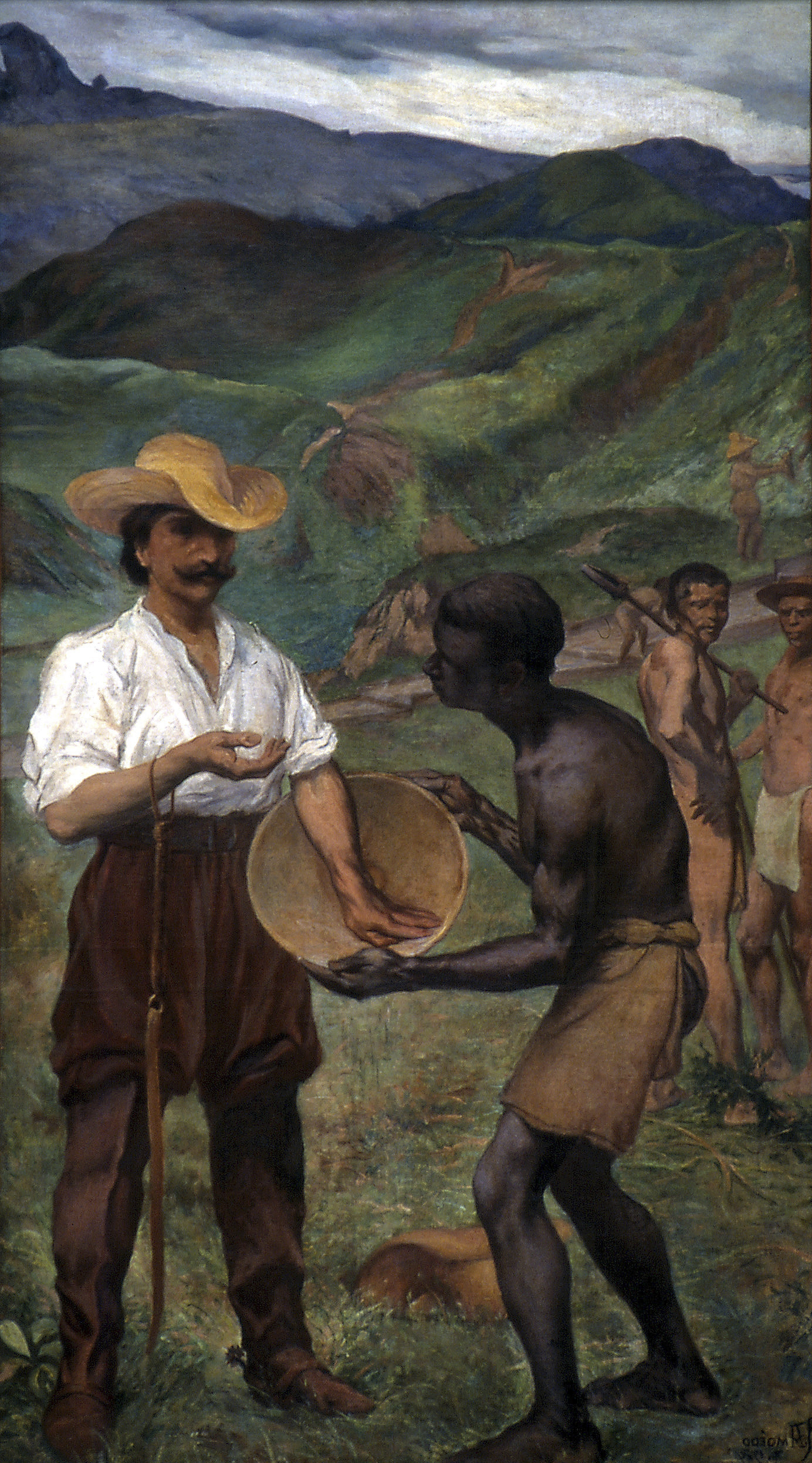
Ciclo do Ouro, de 1892, em exposição no Museu Paulista.

Ainda no ano de 1888, Rodolfo Amoedo realizou um evento para expor as obras que confeccionou durante o período em que ficou no pensionato artístico em Paris. Os críticos foram a loucura com as obras do artista e até D. Pedro II foi prestigiá-lo. O começo da carreira do pintor se estabeleceu nos últimos anos do Império Brasileiro, e isso fez com que ele fizesse suas obras levando em consideração alguns registros realistas do período. Obras que chegaram a ser vistas quase que como paródias, mas sempre levando em conta os limites convencionais da época. Desta maneira, Rodolfo Amoedo teve o importante reconhecimento de sua arte por parte da oficialidade brasileira na última década do império.
Em 1889, o mesmo grupo de artistas e criadores do Atelie Livre, é reconhecido por seu trabalho renovador e acabam conquistando espaço dentro da diretoria da Escola Nacional de Belas Artes (antiga Academia Imperial de Belas Artes). Rodolfo Amoedo se torna vice-diretor da Escola em 1893, mas ainda lecionava na instituição. Em 1931 se torna professor catedrático honoris causa da instituição. Era um professor rígido e incentivava seus alunos a pesquisar sobre os mais diversos processos de pintura: têmpera, encáustica e até mesmo a aquarela. Grandes artistas passaram por suas mãos durante este período, como por exemplo: Candido Portinari, Baptista da Costa, João Timóteo da Costa, Eugênio Latour, Eliseu Visconti, Alfredo Galvão, Rodolfo Chambelland e Carlos Chambelland. Mas em 1906, o pintor e Rodolfo Bernadelli tiveram uma briga, fazendo com que Amoedo partisse para a Europa. No ano de 1909, passou a receber importantes encomendas para fazer a decoração de prédios públicos, como o Palácio Itamaraty e o Supremo Tribunal Federal do Rio de Janeiro, cria alguns painéis que ficariam na sessão de livros raros da Biblioteca Nacional e para o Conselho Municipal do Rio de Janeiro. Ele realiza trabalhos também no Museu do Ipiranga (atualmente Museu Paulista da Universidade de São Paulo), em São Paulo. E também no Teatro José Alencar, em Fortaleza. Além disso, também pintou retratos de autoridades brasileiras, onde notabilizou-se bastante ao fazer este tipo de trabalho. Afinal, uma das grandes características de Amoedo ao realizar uma pintura, era saber como dar ênfase a linearidade de suas obras, sabia muito bem como ajustar a cor e tinha um contorno firme, o que dava evidência para a o caráter de suas pinturas.
Foi várias vezes premiado nas Exposições Gerais de Belas Artes, destacando-se a medalha de ouro na Exposição Nacional Comemorativa do 1º Centenário da Abertura dos Portos do Brasil, no Rio de Janeiro em 1908. Também ganhou medalha de honra na Exposição Geral de 1917. Em 1916 é convidado para decorar com a sua arte, o Theatro Municipal do Rio de Janeiro. Ele fica afastado da Escola Nacional de Belas Artes (Enba) até o ano de 1918, quando é novamente contratado pela instituição para reger a segunda cadeira de Pintura da Escola, cargo que ocupou até a sua aposentadoria em 1934.

### Herança artística
Rodolfo Amoedo falece em 31 de maio de 1941, no Rio de Janeiro, com 84 anos de idade. Neste momento, já era reconhecido como um dos grandes nomes da arte acadêmica brasileira, glorioso pintor e quase cego. Mas já no fim de sua vida, o pintor passava por dificuldades financeiras, não recebia nenhum auxílio das escolas aonde lecionou e pode ser enterrado graças a generosidade de alguns amigos e ex-alunos. Entendedores de arte e historiadores relatam que Rodolfo Amoedo foi melhor professor do que artista, embora suas telas sejam belíssimas. Em 1942, grande parte das obras do acervo do artista foram doadas para o Museu Nacional de Belas Artes (MNBA), no Rio de Janeiro. Que foi reaberto ao público em 2015, após uma reforma de dois anos. Atualmente, ele possui recursos digitais que facilitam as consultas ao próprio museu. E a biblioteca do local, pouco conhecida pelos visitantes, foi criada em 1943 graças a essa doação das obras feita pela família do pintor. "A morte de Amoedo anuncia o inicio e o fim da arte do século XIX; começa a ser definitivamente sepultada uma arte baseada no culto ao bom desenho, à captação objetiva (porém não naturalista) da forma, ao rigor da composição".

## Técnica e modo de ensinar a arte

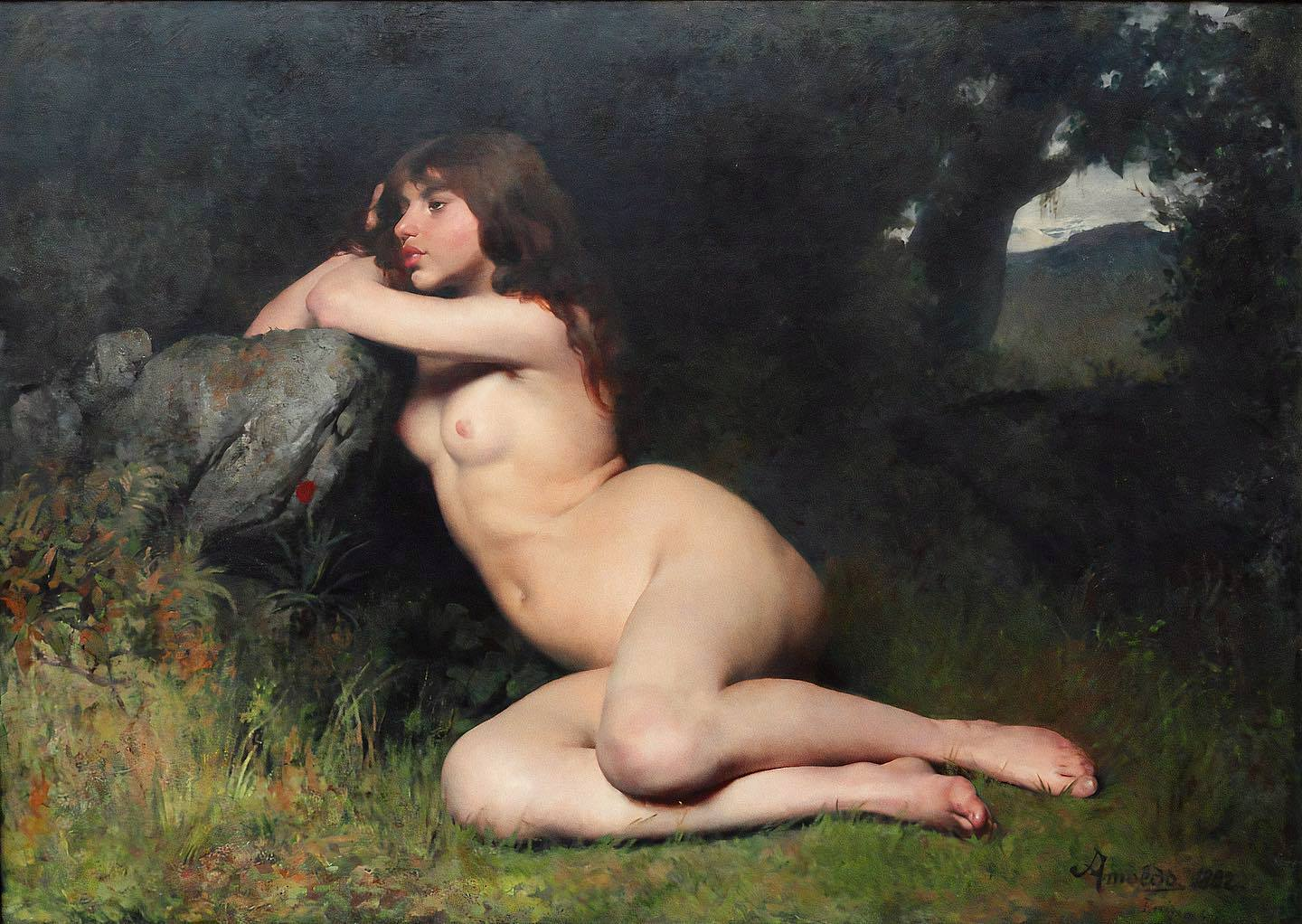
Marabá - 1882

Rodolfo foi um dos responsáveis pela renovação do ensino artístico no fim do século XIX. Apesar de ter uma visão tradicional no momento de criar suas obras, ele conseguiu introduzir uma corrente artística que atualizou, na época, o que era considerado como arte acadêmica. Trouxe o realismo burguês menos idealizado, fugindo das influencias neoclássicas e românticas que existiam no Brasil Imperial. Ele percebeu que assim que foi proclamada a República no Brasil, não existia mais a necessidade de forjar mitos sobre a nacionalidade. Os temas sagrados caíram e deram lugar ao tema burguês, seja na pintura de paisagens ou de retratos.  Amoedo não era um pintor que colocava em sua tela, muitos pontos para serem analisados. Era um artista intimista, de execução demorada e sempre muito bem pensada.
Ao se tornar professor, abandonou a técnica de copiar estampas e quadros, tentou interpretar modelos vivos com qualidades plástica e sem elas. Em relação aos seus alunos, exigia rigor nos desenhos e queria que as cores das paletas utilizadas fossem claras, para que assim as pinturas não tivessem negros e terras queimadas. Afirmava que o preto só devia ser usado no meio das tintas claras. Não tinha a pretensão de formar especialistas, mas queria que aqueles que passassem por suas mãos fossem grandes conhecedores de arte. É visto como um pintor ambíguo por algumas vezes defender os velhos padrões e em outras, trazer a renovação. “Amoedo surge indeciso entre o papel de herdeiro do academicismo local e aquele de introdutor do realismo burguês. Curiosamente o artista consegue transformar o seu realismo inicial no único herdeiro possível e intransigente da arte tradicional no país, única sentinela eficaz contra os avanços das vanguardas vindas da Europa”, diz o crítico e historiador Tadeu Chiarelli. Alguns quadros de Rodolfo Amoedo, do final do século XIX e começo do século XX, ainda são classificados como obras “acadêmicas” e que para o período em que foram feitas, são consideradas como obras modernas. O artista, com sua paleta de cores luminosa, por utilizar predominantemente das vezes, cores claras, demonstra um perfeito conhecimento da temática impressionista.

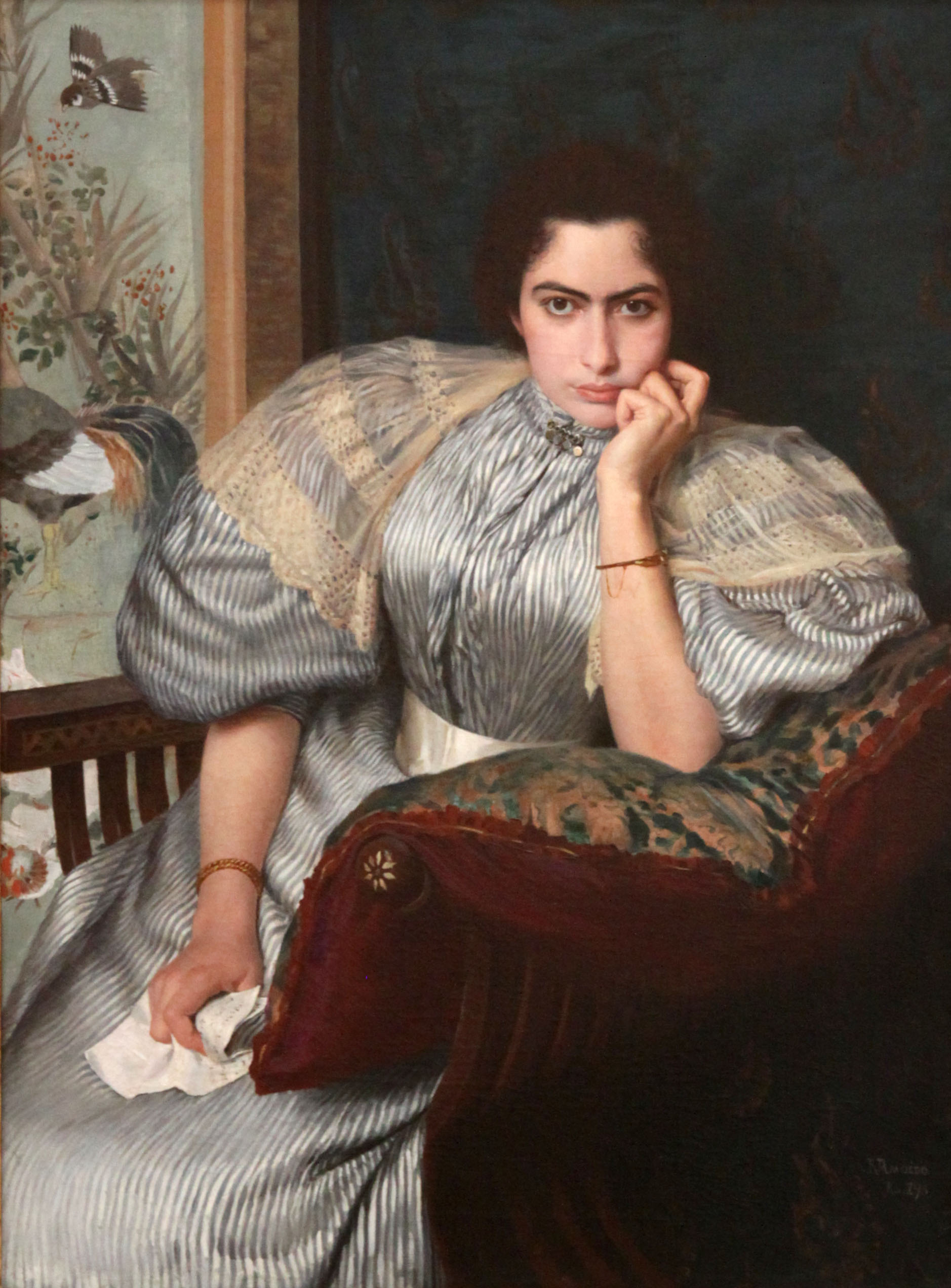
Más Notícias (1895)

Sempre querendo dar prioridade e maior importância a questão humanista, o pintor brasileiro dedica grande parte de suas obras a esse viés. Dificilmente encontramos uma paisagem em meio ao seu acervo e quando o encontramos, são poucos, apenas aqueles destinados a auxílio de pequenos estudos. Também pode ser classificado como restaurador de quadros, onde a partir de sua visão moderna para a época, conseguiu distinguir seus traços, sobretudo, pelos requintes de sua técnica.
Mas mesmo fazendo essas considerações sobre a arte oitocentista no Brasil, ainda é possível notar que alguns pintores ainda persistiam na ideia de que, a intenção de fazer uma reforma na maneira de se ensinar a arte em 1890, não apresentava grandes mudanças em relação a concepção pedagógica e também não chegava a contemplar as reivindicações e as descobertas da década anterior. Para representar melhor esta ideia, temos um texto de Tadeu Chiarelli sobre a maneira de executar a arte do então pintor baiano, Rodolfo Amoedo. Aonde ele defende que a modernidade que anteriormente fora trazida pelo artista com o quadro “Estudo de Mulher” (1884), teria perdido suas concepções de expor um realismo distante da idealização de seus antigos mestres, quando se tornou vice-diretor da Academia Nacional de Belas Artes:
| “ | Desde sua posse como vice-diretor da Escola Nacional, em 1890, o artista soube absorver rapidamente os valores morais, puritanos, que pautavam a atuação da antiga Academia. Seu papel ali, depois da reforma republicana não foi o de renovador de ensino e das mentalidades existentes naquela instituição antes da proclamação da República. Pelo contrário: uma vez atuando no território da arte maior da arte oficial brasileira, que como professor/artista, quer como administrador, Amoedo encarnou os antigos valores daquela intuição esquecendo-se rapidamente de ter sido um dia vitima deles... | ” |

## Críticas

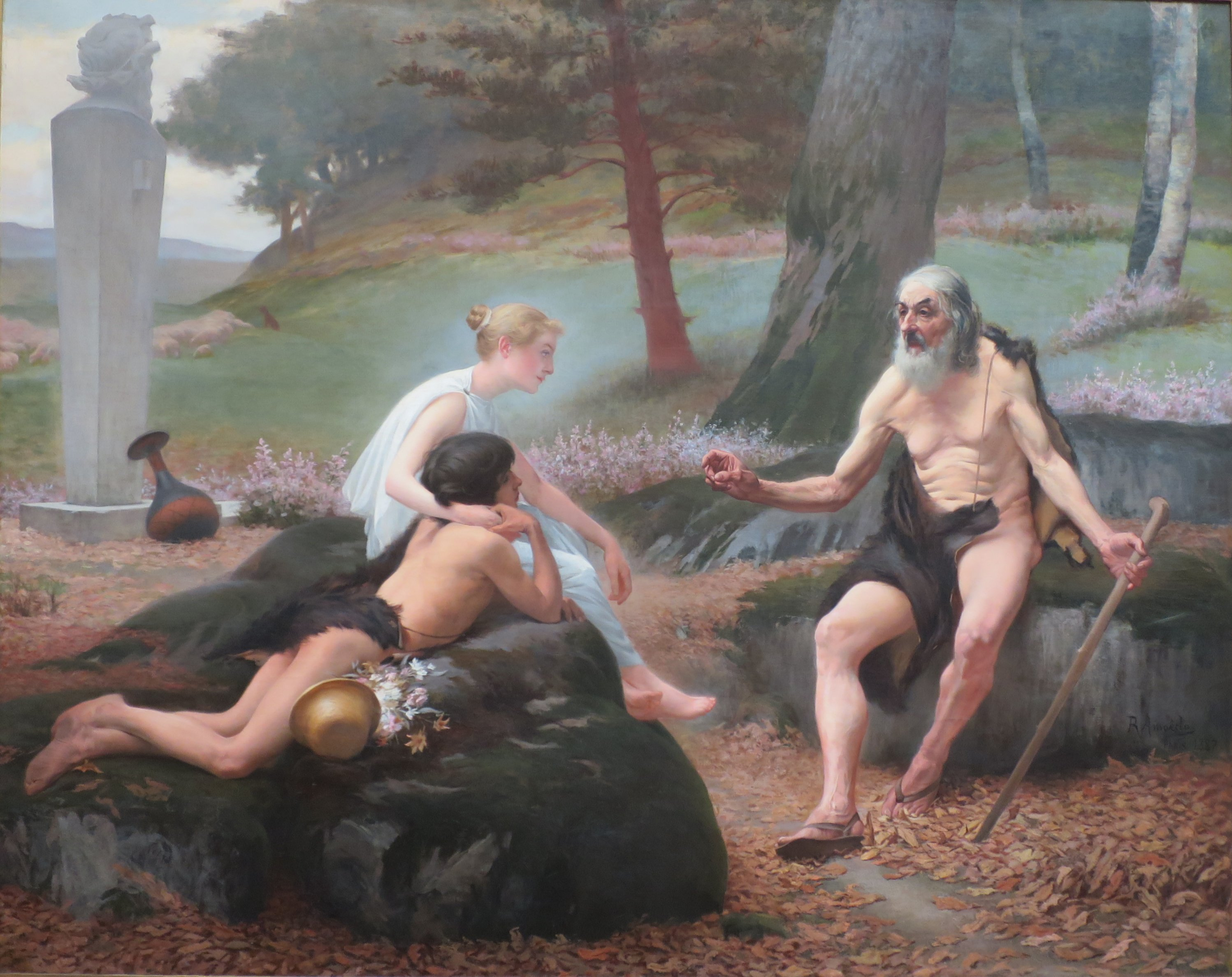
Narração de Filetas - 1882

Gonzaga Duque publicou em 1929 uma crítica à obra de Amoedo:
| “ | A brilhante e comovedora obra inicial do professor Rodolfo Amoedo sofreu, depois da Narração de Filetas, um desviamento que impressionaria muitíssimo se já não houvéssemos indagado de seus estudos e predileções de sua natureza. Esse desvio, colaborado por causas complexas, tem-no conduzido a uma arte menos emocional como inspiração, mas, sem dúvida, forte, séria e perfeita como técnica. Pesquisador por índole e por probidade profissional preocupado com a fatura, de que depende a durabilidade das obras, os seus últimos tempos têm sido um devotamento ao material de pintura, já ensaiado processos desempoeirados da antiguidade, já seguindo inovações que a ciência moderna vulgariza. | ” |

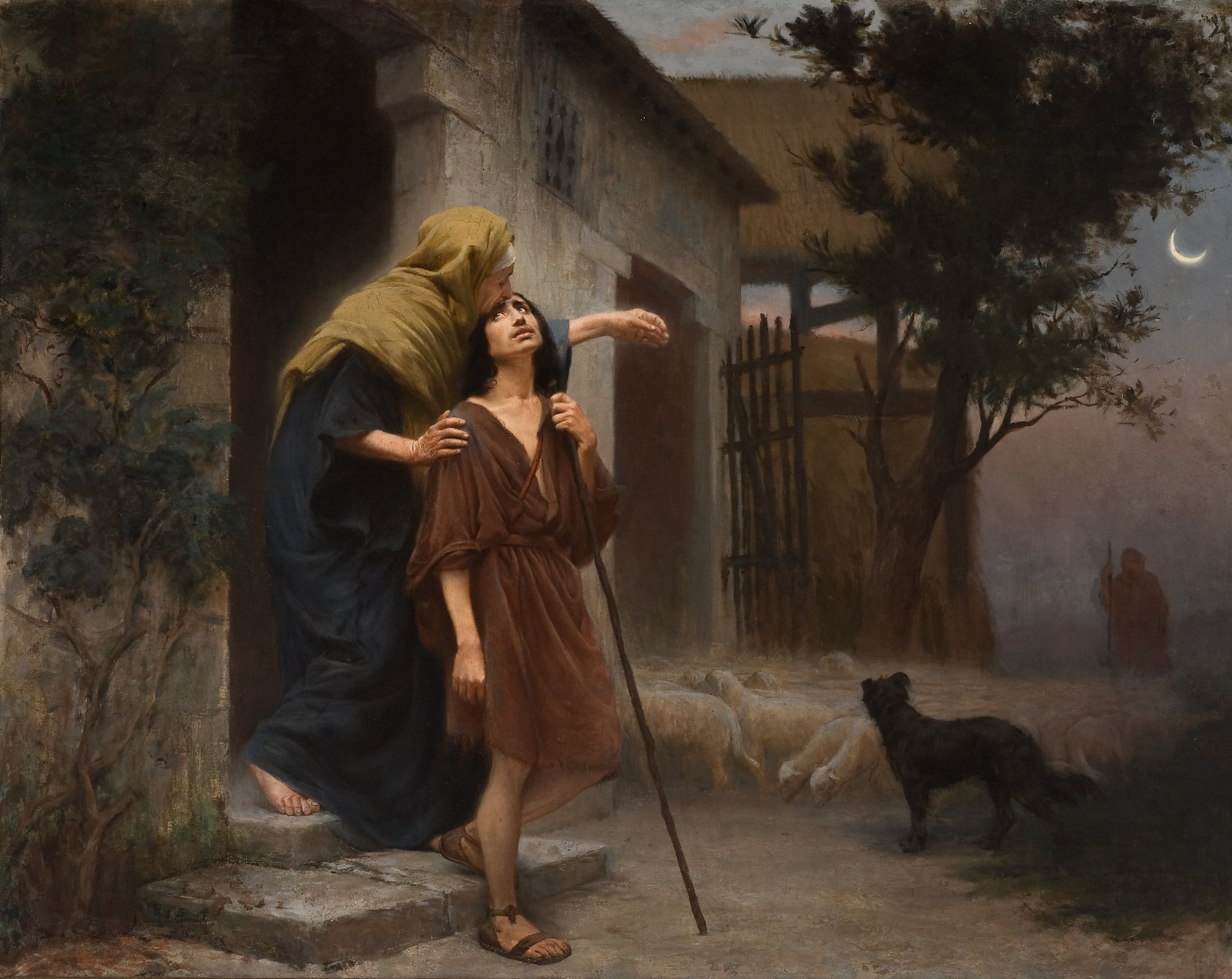
A Partida de Jacó (1884)

Em 1944, Frederico Barata publicou a seguinte crítica:
| “ | Há mesmo um curioso fenômeno digno de ser assinalada na vida de Rodolfo Amoedo, para qual é difícil encontrar uma explicação fora dessa incapacidade de assimilar as formas evolutivas que iam surgindo em redor dele. Todas as telas que o firmaram, no conceito geral e unânime, como mestre na pintura brasileira, e ainda hoje o representam como tal nas galerias do Museu Nacional de Belas Artes, foram trabalhos executados na época de aluno, como pensionista na academia, na Europa. Desde que voltou, consagrado pela crítica, admirado por todos e recompensado com um magistério prestigioso, nada mais produziu comparável aos quadros mandados da França... O impulso criador do seu pincel admirável parece ter sido detido por uma força misteriosa e chega a ser doloroso termos de comparar a sua pintura posterior com a da fase de apogeu precoce. | ” |

Em 2000, Luciano Migliaccio realizou o seguinte comentário sobre Amoedo e sua obra:
| “ | Amoedo também havia compreendido a lição de Cabanel, que impressionara Victor Meirelles e Pedro Américo nas décadas anteriores. Sua interpretação, porém, parece quase uma paródia intencional dos dois mestres. O tema indianista cedia inteiramente lugar ao mundo bem mais urbano e real das cocotes, com o atrevimento visto como um desafio pelos fariseus guardiães na moral da Academia Imperial... A pintura de Amoedo, todavia, distingue-se pela atenção às novidades técnicas que fazem dela um ponto de referência a renovação da Academia: por um lado, os estudos de ótica de Bruck e Helmholtz; por outro lado, a redescoberta de procedimentos antigos com a encáustica ou a pintura a ovo. | ” |

## Galeria

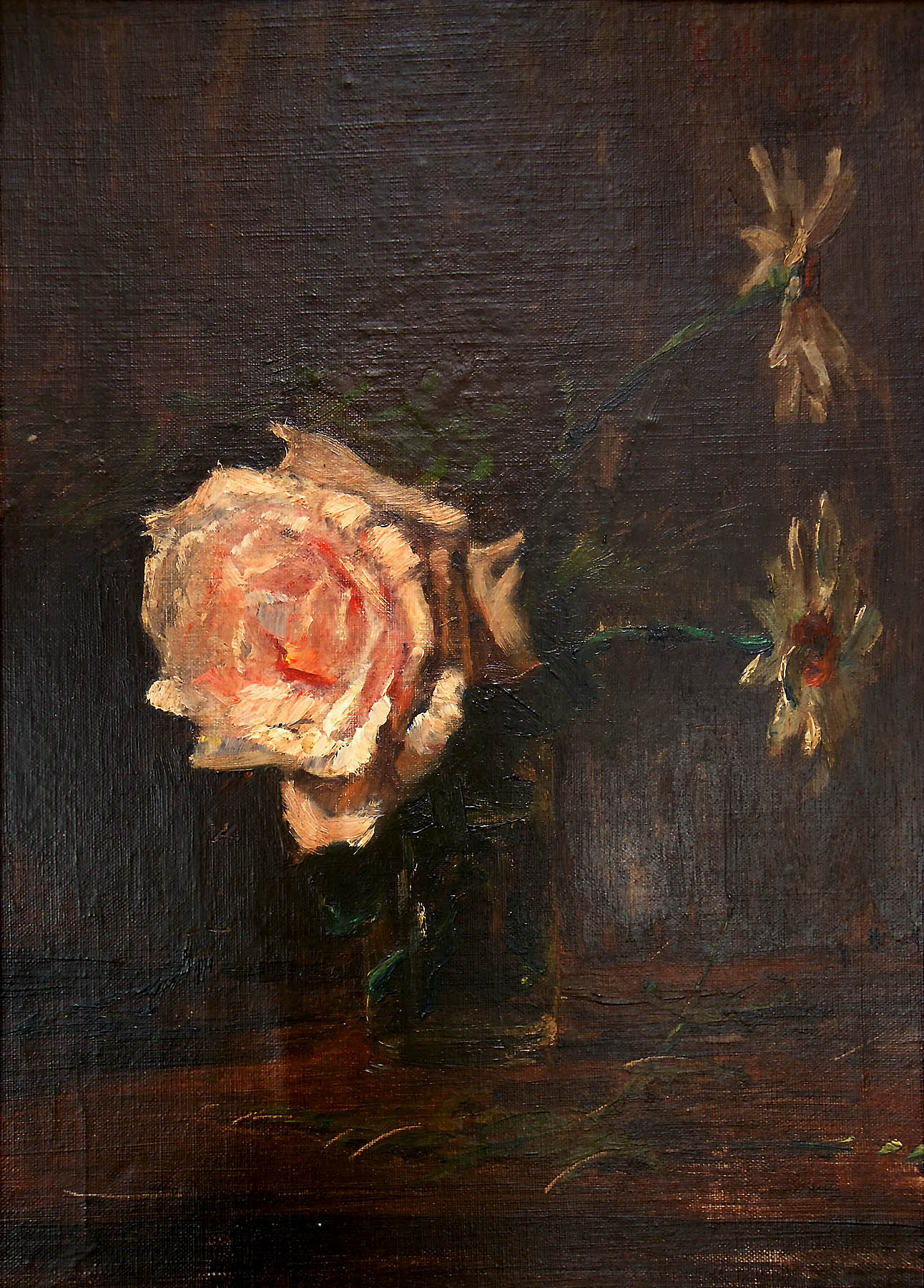
Rodolfo Amoedo Rosa e flores em copo de água, Rio, 1896, 34,5 x 24,5cm Gedley Braga
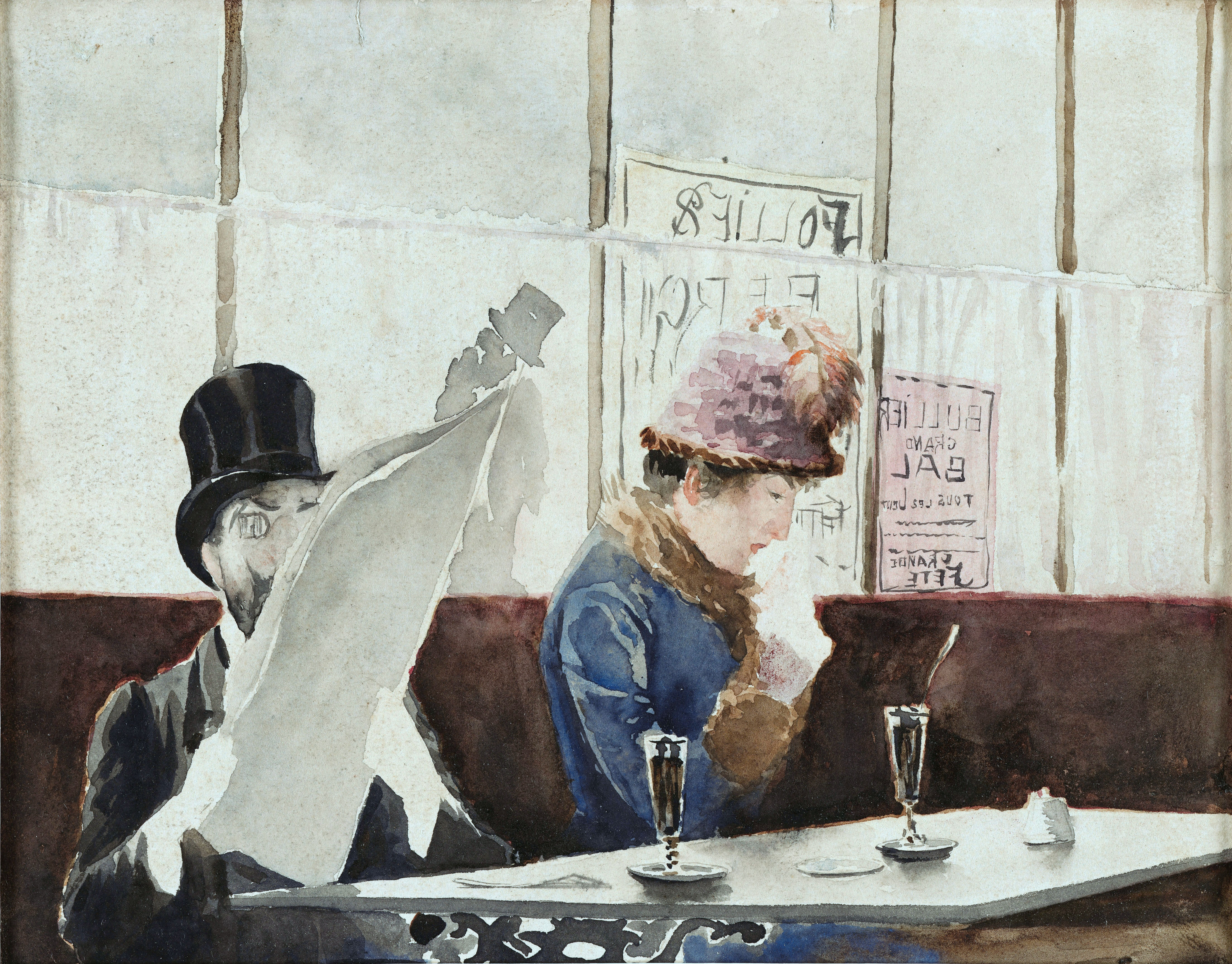
Cena de café (s/d)
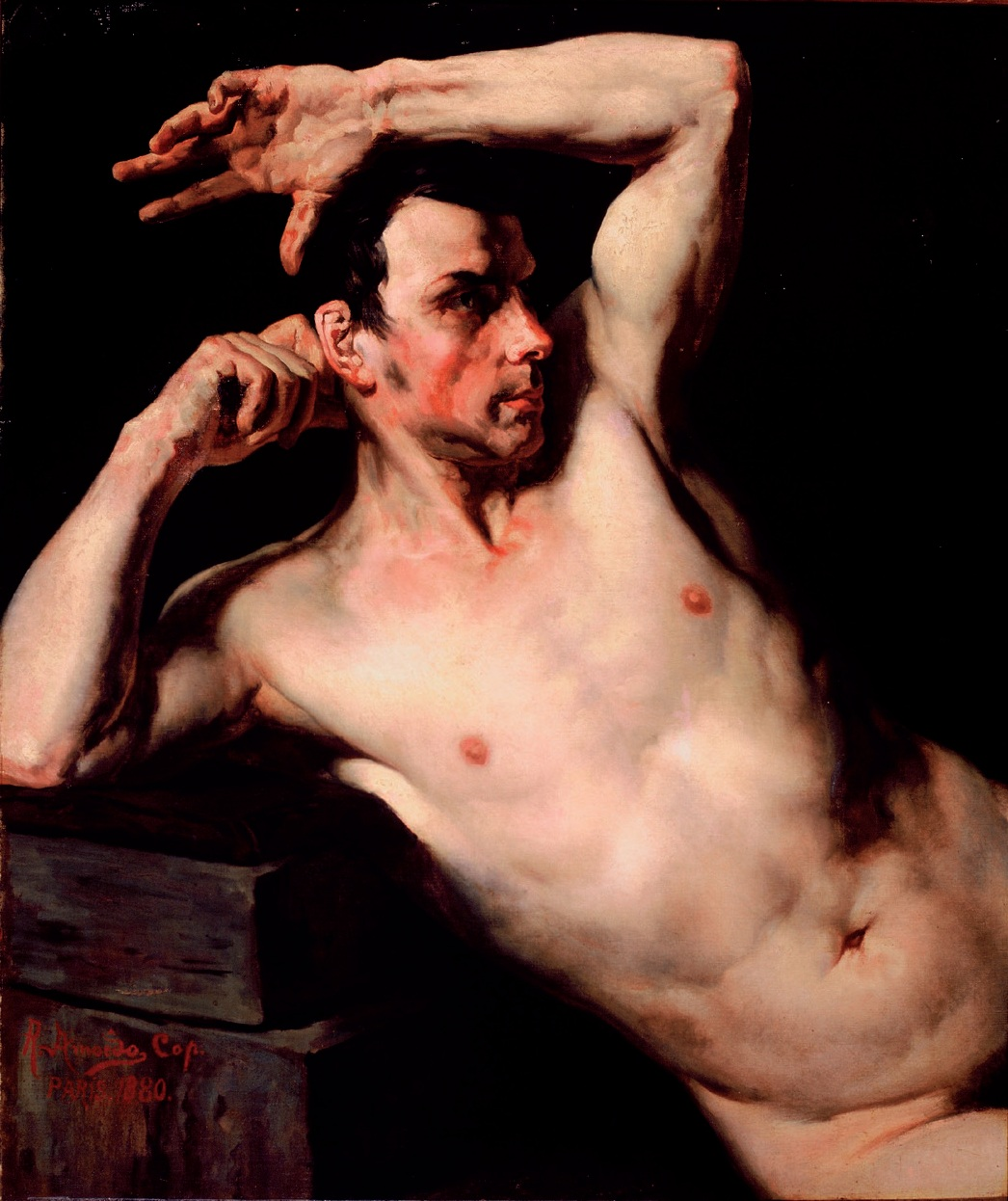
Tronco Masculino (1880)
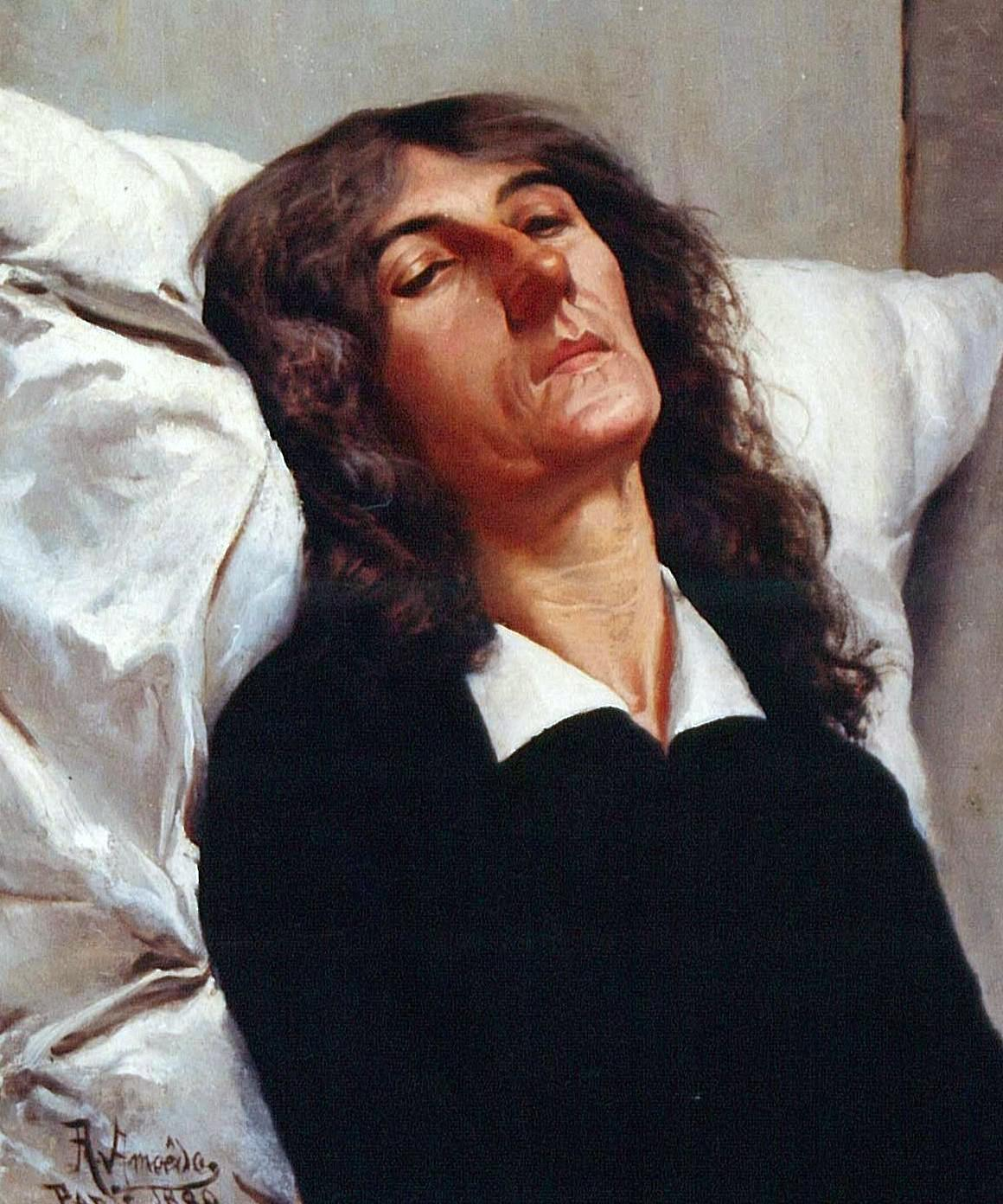
Recostada (1880)
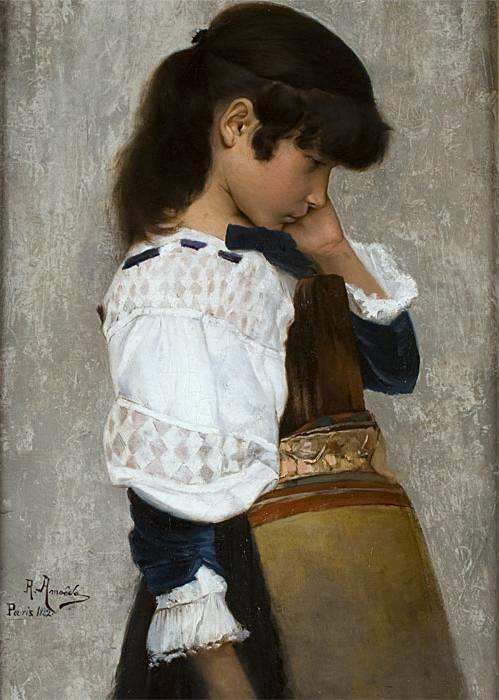
Amuada (1882)
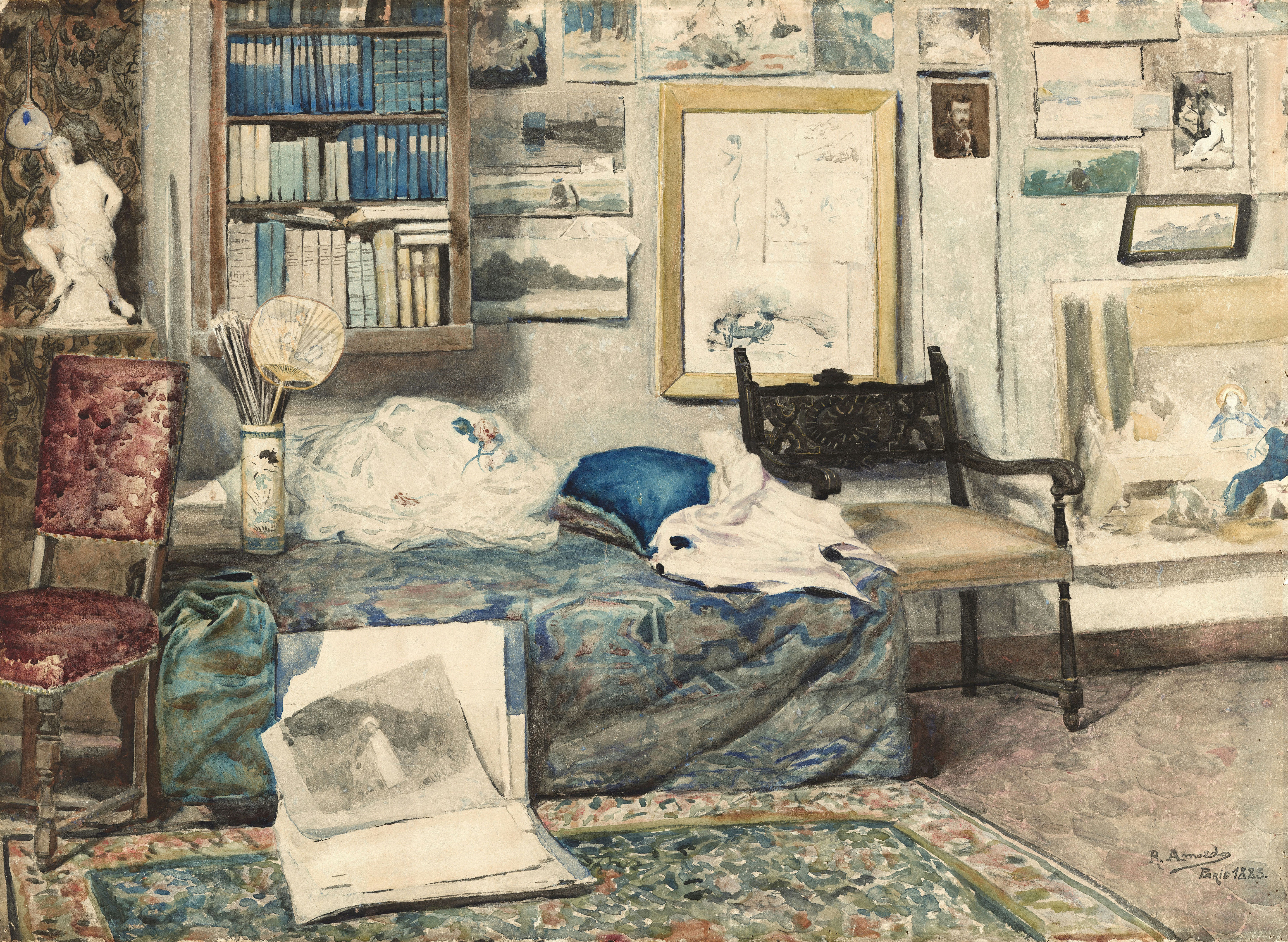
Ateliê do Artista (1883)
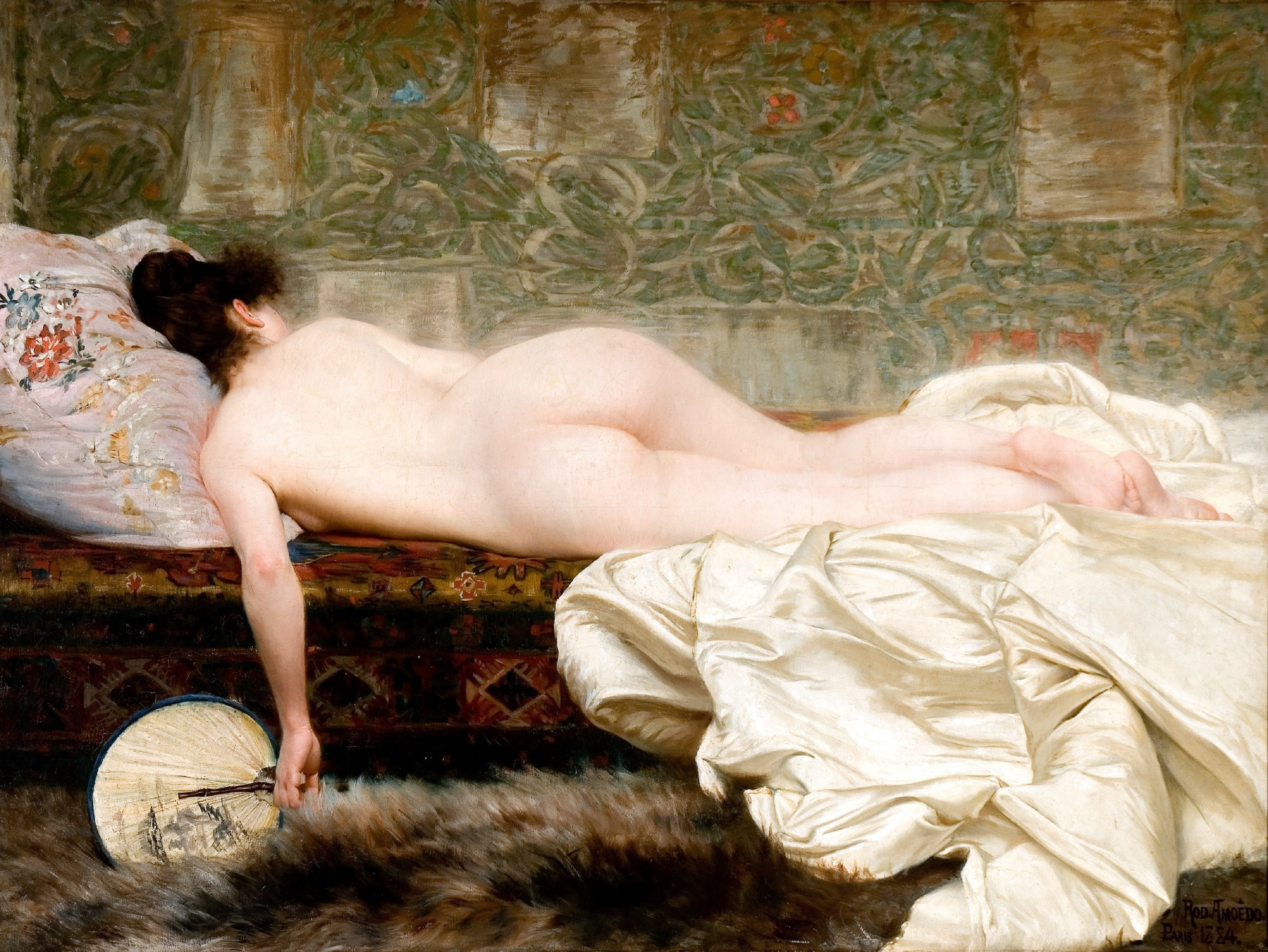
Estudo de Mulher (1884)
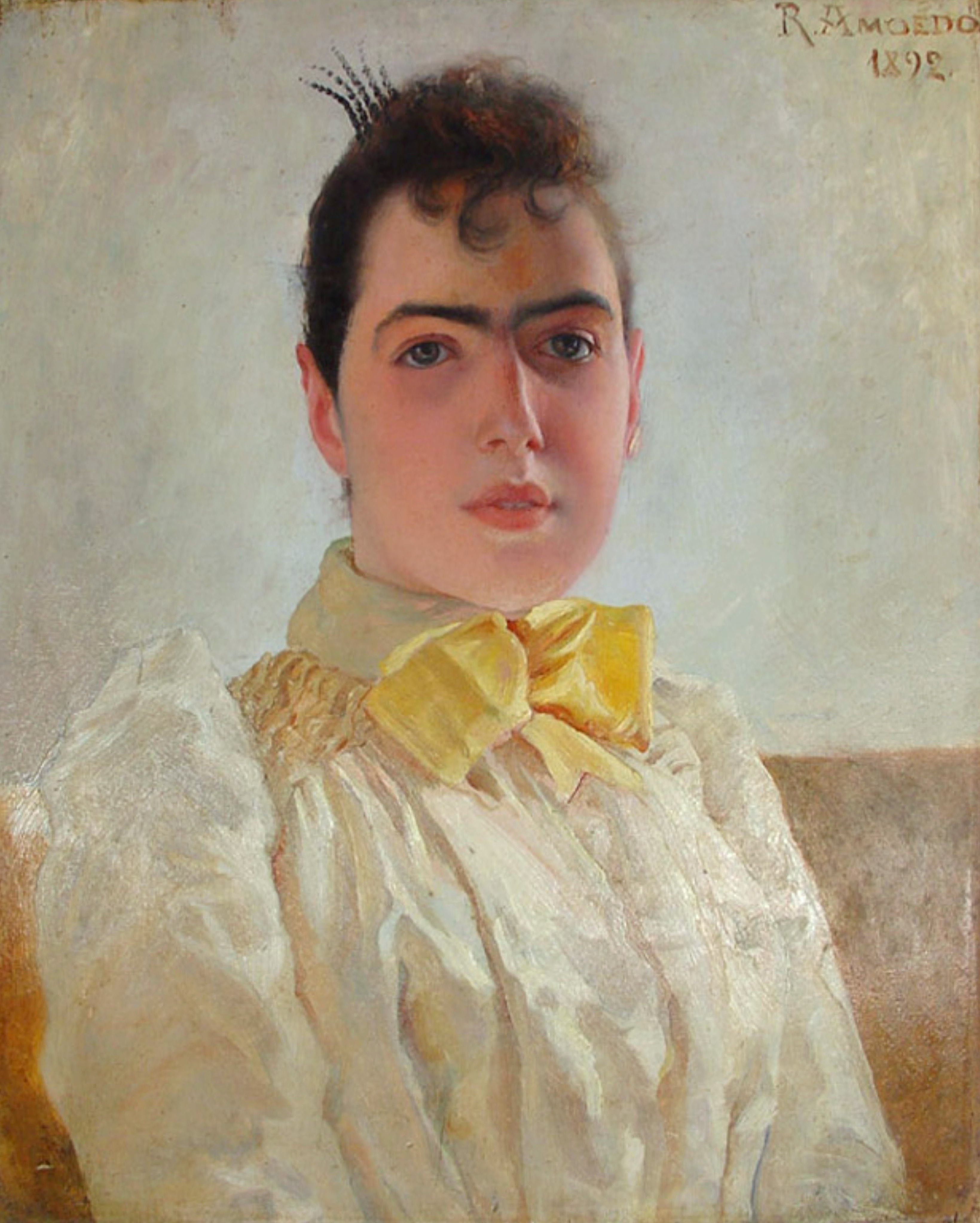
Busto de Adelaide Amoedo (1892)